# Hadena centrochlora
Hadena centrochlora är en fjärilsart som beskrevs av Dyar 1914. Hadena centrochlora ingår i släktet Hadena och familjen nattflyn. Inga underarter finns listade i Catalogue of Life.